# Paloscio (coltello)
(Carlo Goldoni, La Buona Moglie, III, 4.)
Paloscio è un vocabolo dialettale veneto (proveniente dal turco "palo" (o più probabilmente dalla daga a paloscio, una spada corta medioevale per la caccia grossa) che viene poi traslitterato in lingua veneta con i termini palòs o palòso) indicante genericamente ogni coltello da caccia che abbia la lama corta e curva. L'arma, spesso riccamente decorata perché prodotta per un'utenza nobile, era molto raramente utilizzata in ambito militare.
Nel mantovano era anche conosciuto con il nome di "Squarcina", mentre nel piacentino veniva chiamato "Paloss".